# 海德拉 (冰島)

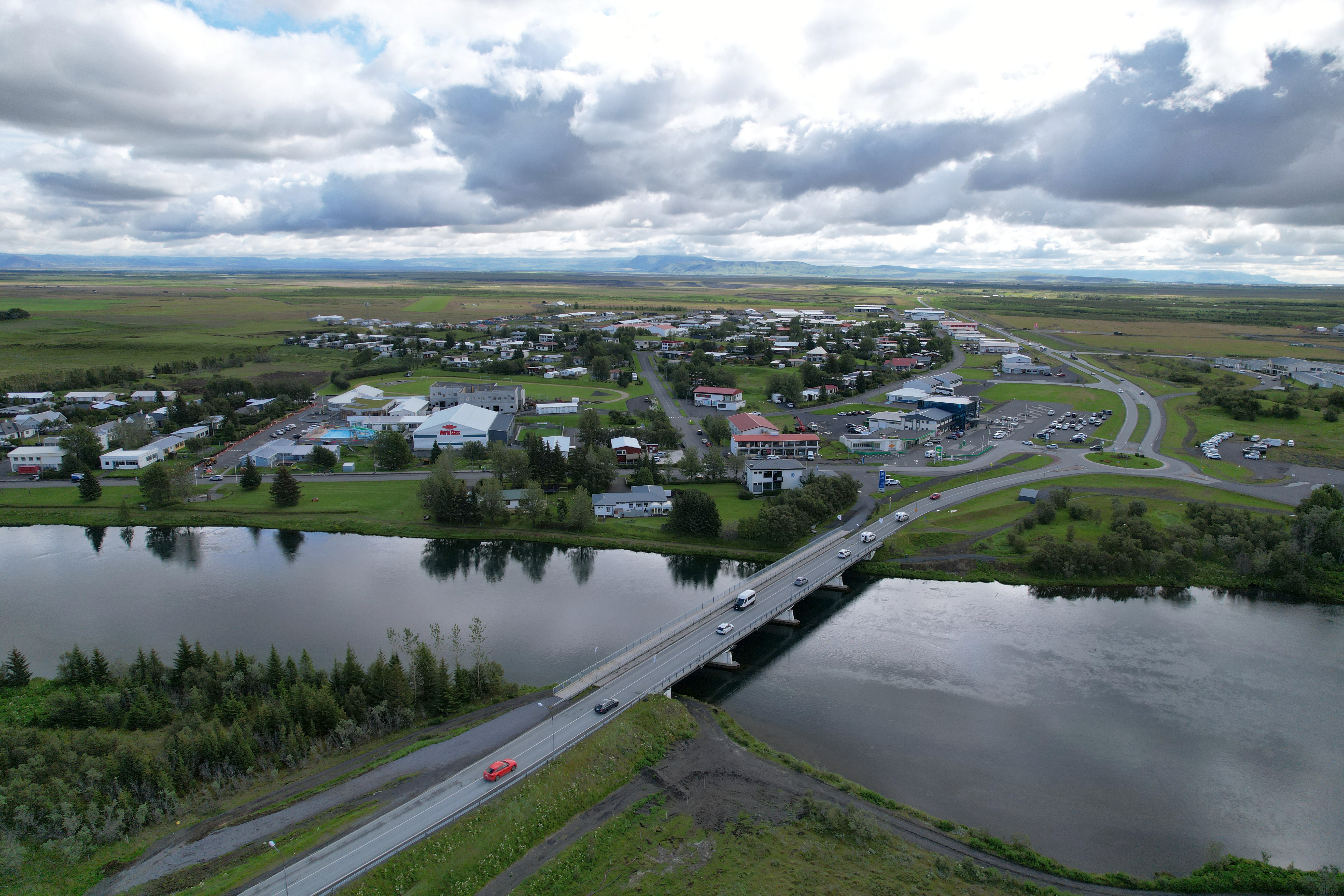
海德拉

海德拉是冰島南部區外朗高尔辛市镇内的城鎮，位於該國西南部，始建於1927年，距離首都雷克雅未克94公里，2000年發生的黎克特制6.5級地震震央在該鎮附近，2023年人口1,019。

## 外部連結
- 外朗高尔辛市镇官方网站 （页面存档备份，存于） （冰岛语）

63°50′N 20°24′W / 63.833°N 20.400°W